# Hornton
Hornton – wieś w Anglii, w hrabstwie Oxfordshire, w dystrykcie Cherwell. Leży 41 km na północ od Oksfordu i 112 km na północny zachód od Londynu. W 2001 miejscowość liczyła 323 mieszkańców.